# Hässelby gård
Hässelby gård – dzielnica (stadsdel) Sztokholmu, położona w jego zachodniej części (Västerort) i wchodząca w skład stadsdelsområde Hässelby-Vällingby. Graniczy z dzielnicami Hässelby strand, Hässelby villastad, Vinsta, Vällingby i Grimsta.
Według danych opublikowanych przez gminę Sztokholm, 31 grudnia 2020 r. Hässelby gård liczyło 11 568 mieszkańców. Powierzchnia dzielnicy wynosi 1,34 km²..
Hässelby gård jest jedną ze stacji na zielonej linii (T19) sztokholmskiego metra.